# 新官場現形記
《新官場現形記》，心冷血熱人著，其人生平不詳。此書二集，不分回數，有宣統二年（1910年）改良小說社刊本。阿英認為此書和光緒三十四年（1908年）改良小說社刊行的《新官場現形記》二卷為同一人著。（《晚清小說目》）